# Video Phone
〈Video Phone〉은 미국의 알앤비 가수 비욘세의 세 번째 정규 음반 《I Am... Sasha Fierce》에 수록되어 있는 마지막 싱글이다. 리믹스 버전에서는 팝 가수 레이디 가가가 피처링에 참여하였다. 음악적 요소에는 간단한 가사와 비욘세의 숨겨진 트집으로 구성되어있고, 공연을 보면 확인할 수가 있다.
한편 〈Video Phone〉은 실패 및 성공에 혼합된 평가를 받았고, 미국의 핫 댄스 클럽 송 차트에서 1위를 차지하였고 빌보드 핫 100에서는 65위를 차지하였다. 그 외 주요 차트들에서 중후반대의 기록을 수립하였다.

## 트랙 리스트

### 영국/미국 CD 싱글
1. "Video Phone" (Album Version) – 3:35
2. "Video Phone" (Instrumental) – 3:27

## 발매일
| 국가   | 정보             | 포맷        | 버전      |
| ------ | ---------------- | ----------- | --------- |
| 영국   | 2009년 11월 17일 | CD 싱글     | 앨범 버전 |
| 영국   | 2009년 12월 21일 | 디지털 음원 | 리믹스    |
| 프랑스 | 2009년 11월 20일 | 디지털 음원 | 3 트랙    |
| 미국   | 2009년 11월 20일 | 디지털 음원 | EP        |